# Neutrale lijn

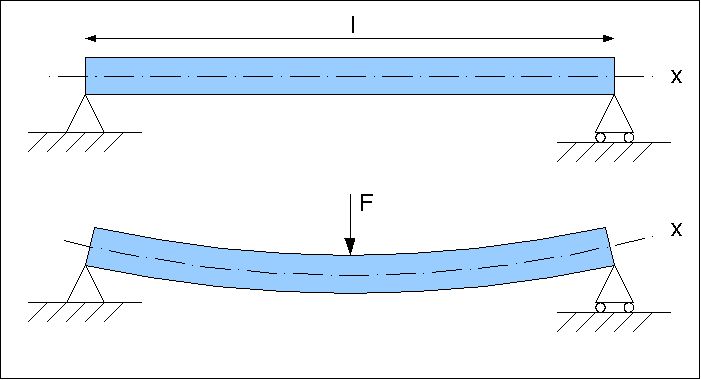
Balk met neutrale lijn (x).

De neutrale lijn van een doorsnede van een balk is die lijn die, wanneer die balk op een buigend moment wordt belast, niet onder spanning staat. Ter hoogte van deze lijn zijn trek- noch drukkrachten aanwezig, maar de schuifspanning is maximaal.
Soms wordt ook de naam "neutrale vezel" gebruikt en wanneer men een 3D-voorwerp in beschouwing neemt, spreekt men van het "neutrale vlak".
Deze lijn gaat door het massamiddelpunt en volgt de hoofdtraagheidsassen. Afhankelijk van de belasting heersen er in het deel boven deze lijn drukkrachten en dus drukspanning en in het deel eronder trekkrachten en dus trekspanning. Bij een rechthoekige balk (zie figuur) is de neutrale lijn de horizontale lijn door het midden van de balk. Doordat de vezels ter hoogte van de neutrale lijn niet belast worden, verandert de lengte van de neutrale lijn niet bij belasten. Bij zwak gekromde stukken gaat de neutrale vezel door het zwaartepunt van de doorsnede, terwijl bij zwaar gekromde stukken de locatie van de neutrale vezel dient bepaald te worden.
Ter hoogte van de neutrale lijn treedt een ander effect op. Dit kan gevisualiseerd worden door twee niet-verbonden planken op elkaar te leggen. Wanneer deze belast worden dan zullen de twee planken aan de uiteinden ten opzichte van elkaar gaan schuiven. In de neutrale lijn van de balk in het voorbeeld wordt deze verplaatsing verhinderd: zowel de buigspanning als de (verticale) schuifspanning zijn er nul, maar de dwarskracht (T) en daarmee de schuifspanning (τ) in het horizontale vlak zijn niet overal gelijk aan nul. Deze schuifspanning kan bepaald worden met de formule van Jourawski: 
{\displaystyle \tau ={\frac {TS}{bI}}}
waarin
- τ = schuifspanning
- T = dwarskracht
- S = statisch moment van het afgeschoven deel onder/boven de neutrale lijn
- b = breedte van de balk
- I = oppervlaktetraagheidsmoment van de doorsnede

Uit de dwarskrachtenlijn blijkt dat in de voorbeeldligger de dwarskracht het grootst is bij de opleggingen en nul in het midden van de overspanning. 